# Lake Shore Limited
Le Lake Shore Limited est un train de voyageurs des États-Unis qui relie Chicago à Boston avec une section vers New York.

## Histoire
Le Lake Shore Limited reprend un service voyageurs entre Chicago et Boston assuré dans les décennies précédentes par New York Central Railroad. En 1971 Amtrak ne reprit pas dans son organigramme l'exploitation du réseau du New York Central et laissa le service voyageurs de Chicago à New York au train Broadway Limited exploité par  Pennsylvania Railroad. En mai 1971 Amtrak inaugure le Lake Shore un train qui relie Chicago à New York. Pour des raisons de contentieux avec la ville de New York, Amtrak supprime le Lake Shore en janvier 1972 et le remplace par le Lake Shore Limited qui est mis en service le 1er octobre 1975.
Le 3 août 1994 le train déraille près de Batavia et fait 118 blessés.

## Caractéristiques
Le train est composé d'une locomotive, de voiture-lits type Viewliner, d'un wagon à bagages, de  voitures passagers type Amfleet, d'une voiture restaurant, d'une voiture bar-promenoir.

## Exploitation
Le Lake Shore Limited circule tous les jours et le voyage dure 22 heures.

## Source
- (en) Cet article est partiellement ou en totalité issu de l’article de Wikipédia en anglais intitulé « Lake Shore Limited » (voir la liste des auteurs).